# Stoned Jesus
Gli Stoned Jesus sono una band stoner metal ucraina fondata da Igor Sidorenko nel 2009.
La band comprende Sydorenko alla chitarra, Serhiy Sljussar al basso e Victor Kondratov alla batteria. Il nome del progetto rende un omaggio umoristico al cliché associato al genere Stoner.

## Discografia

### Album Studio
- First Communion (2010)
- Seven Thunders Roar (2012)
- The Seeds, vol. I (2013)
- The Harvest (2015)
- The Seeds, vol. II (2016)
- Pilgrims (2018)
- Father Light (2023)

### EP
- Stormy Monday (2011)

### Singoli
- Electric Mistress (2013)